# Vertumno

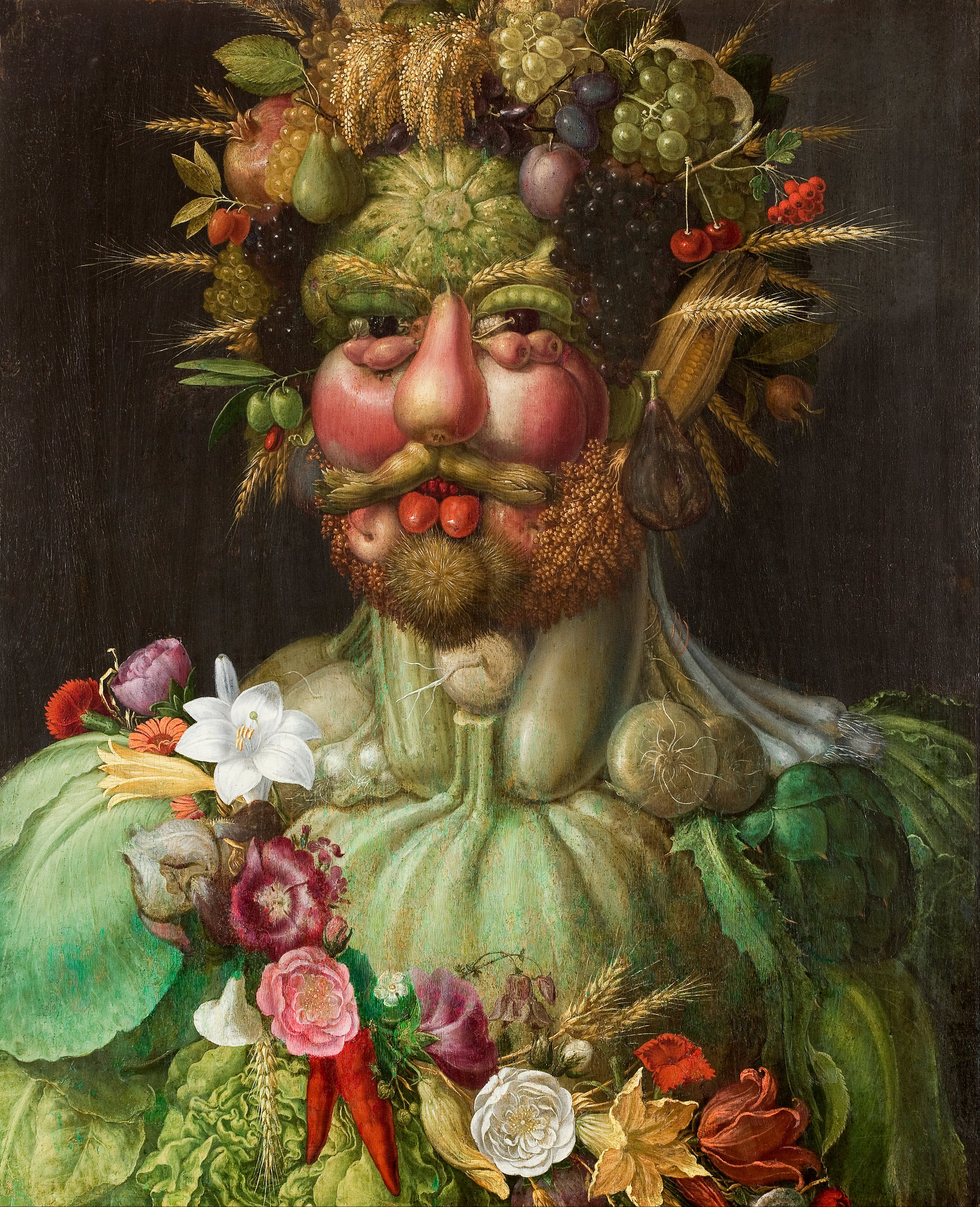
Ilustração da Divindade Vertumno, Deus dos Jardins e dos Pomares.

Vertumno, inicialmente uma divindade etrusca, foi mais tarde também adorada como divindade na mitologia romana. Deus dos jardins e dos pomares, casado com a deusa Pomona, presidia à mudança das estações - particularmente ao Outono. Com Pomona, envelhece e rejuvenesce ao ritmo das estações.